# 297082 Bygott
297082 Bygott è un asteroide della fascia principale. Scoperto nel 2010, presenta un'orbita caratterizzata da un semiasse maggiore pari a 3,0550676 UA e da un'eccentricità di 0,1473889, inclinata di 12,54444° rispetto all'eclittica.